# STS-131
STS-131, voluit Space Transportation System-131, was een Contingency Logistic Flight (CLF) van de Discovery die begon op 5 april 2010 en eindigde op de 20 april. Deze missie bracht de Multi-Purpose Logistics Module Leonardo en een nieuwe Ammonia Tank Assembly (ATA) naar het Internationaal ruimtestation ISS.

## Bemanning
Op 8 december 2008 maakte de NASA de bemanning bekend van STS-131.
| Positie            | Gelanceerde astronaut                           | Gelande astronaut                               |
| ------------------ | ----------------------------------------------- | ----------------------------------------------- |
| Bevelhebber        | Alan G. Poindexter 2e ruimtevlucht              | Alan G. Poindexter 2e ruimtevlucht              |
| Piloot             | James P. Dutton 1e ruimtevlucht                 | James P. Dutton 1e ruimtevlucht                 |
| Missiespecialist 1 | Richard Mastracchio 3e ruimtevlucht             | Richard Mastracchio 3e ruimtevlucht             |
| Missiespecialist 2 | Dorothy M. Metcalf-Lindenburger 1e ruimtevlucht | Dorothy M. Metcalf-Lindenburger 1e ruimtevlucht |
| Missiespecialist 3 | Stephanie D. Wilson 3e ruimtevlucht             | Stephanie D. Wilson 3e ruimtevlucht             |
| Missiespecialist 4 | Naoko Yamazaki 1e ruimtevlucht                  | Naoko Yamazaki 1e ruimtevlucht                  |
| Missiespecialist 5 | Clayton C. Anderson 2e ruimtevlucht             | Clayton C. Anderson 2e ruimtevlucht             |

## Voorbereiding

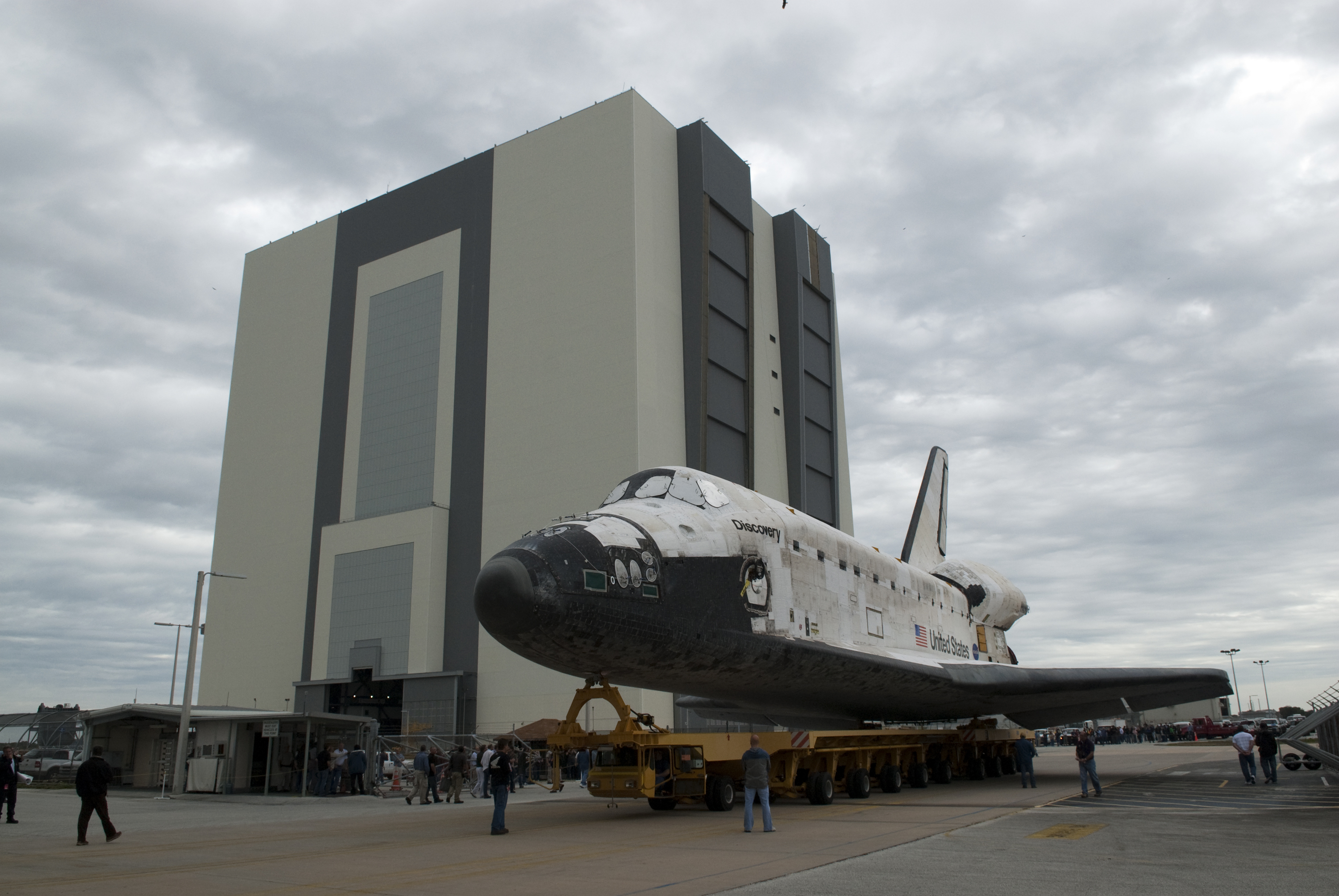
Space Shuttle Discovery op weg naar het Vehicle Assembly Building.

Space Shuttle Discovery werd op 22 februari vanuit haar Orbiter Processing Facility naar het VAB verplaatst. Dit gebeurde een dag eerder dan door NASA was aangekondigd vanwege slechte weersvoorspellingen.
Op 2 maart vertrok Discovery weer uit het VAB, dit keer met twee Solid Rocket Boosters en een externe tank naar LC-39A. De roll-out begon op 23:58 EST op 2 maart en werd voltooid om 6:49 na het afleggen van 5.5 kilometer, de afstand van het VAB naar het lanceercomplex.

## Verloop
Space Shuttle Discovery werd succesvol gelanceerd op 5 april 2010, 06:21 EDT. De gewenste omloopbaan werd bereikt na acht en halve minuut. Twee dagen later op 7 april koppelde Discovery aan het ISS. Voor de koppeling werden door Oleg Kotov en T.J. Creamer, foto's genomen voor inspectie van het hitteschild.
De voorbereidingen voor de eerste van totaal drie ruimtewandelingen werden getroffen op dag vier (8 april). Tijdens de eerste ruimtewandelingen werd een nieuwe ammoniaktank klaargemaakt voor installatie. Ook werd er een experiment verwijderd buiten de Kibo. De ruimtewandeling duurde in totaal bijna zes en een half uur.
Nadat op dag zes spullen waren vervoerd tussen de MPLM Leonardo en de Shuttle werd op dag zeven opnieuw een ruimtewandeling uitgevoerd. Dit keer werd de oude ammoniaktank van het station verwisseld voor een nieuwe. De derde en laatste ruimtewandeling werd uitgevoerd op dag 9 van de missie. Tijdens deze ruimtewandeling werd de oude ammoniaktank in het laadruim van Space Shuttle Discovery geplaatst.
Een dag later werden de laatste spullen getransporteerd uit de MPLM en werden er telefoongesprekken gehouden met schoolkinderen uit North Carolina. Discovery verliet het ISS na een bezoek van meer dan tien dagen op 13 april. Uiteindelijk landde de shuttle op 20 april op het Kennedy Space Center. Dit gebeurde een dag later dan gepland vanwege slechte weersomstandigheden in Florida.

## Ruimtewandelingen
|      | Ruimtewandelaars                     | Start                   | Einde                   | Duur                | Missie |
| ---- | ------------------------------------ | ----------------------- | ----------------------- | ------------------- | --- |
| EVA1 | Richard Mastracchio Clayton Anderson | 9 april 2010 05:31 UTC  | 9 april 2010 11:58 UTC  | 6 uur en 27 minuten | Een nieuwe ammoniaktank werd uit het laadruim van de shuttle gehaald. Verwijderen experimenten buiten Kibo.                 |
| EVA2 | Rick Mastracchio Clayton Anderson    | 11 april 2010 05:30 UTC | 11 april 2010 12:56 UTC | 7 uur en 26 minuten | Een nieuwe ammoniaktank werd op zijn plaats gezet. En de bedrading ernaartoe werd geregeld.                                 |
| EVA3 | Rick Mastracchio Clayton Anderson    | 13 april 2010 06:14 UTC | 13 april 2010 12:36 UTC | 6 uur en 22 minuten | De oude ammoniaktank werd in het laadruim van de shuttle geplaatst. Ook werden er al vast kabels klaar gemaakt voor STS-132 |

## Wake-up Calls
Sinds de dagen van de Gemini-ruimtevluchten is het een traditie dat de bemanning bij het begin van elke dag in de ruimte wordt gewekt met een speciale melodie. Die wordt speciaal gekozen, vaak door hun familie, en heeft gewoonlijk een bijzondere betekenis voor een individueel lid van de bemanning, of is van toepassing op hun dagelijkse activiteiten.
- Dag 2:"Find us Faithful" van Steve Green, gespeeld voor Clayton Anderson
- Dag 3:"I Will Rise" van Chris Tomlin, gespeeld voor Jim Dutton
- Dag 4:"Hato to Shōnen" van Joe Hisaishi, gespeeld voor Naoko Yamazaki
- Dag 5:"Defying Gravity" van Idina Menzel en Kristin Chenoweth, gespeeld voor Dorothy M. Metcalf-Lindenburger
- Dag 6:"We Weren't Born to Follow" van Bon Jovi, gespeeld voor Rick Mastracchio
- Dag 7:"Stairway To The Stars" van Ella Fitzgerald, gespeeld voor Stephanie Wilson
- Dag 8:"Because we believe" van Andrea Bocelli, gespeeld voor Alan Poindexter
- Dag 9:"Galileo" van de Indigo Girls, gespeeld voor Dorothy M. Metcalf-Lindenburger
- Dag 10:"Miracle of Flight" van Mike Hyden, gespeeld voor Clayton Anderson
- Dag 11:De openings song van Stargate SG-1, gespeeld voor Naoko Yamazaki
- Dag 12:"Joy" van de Newsboys, gespeeld voor Jim Dutton
- Dag 13:"What a Wonderful World" van Louis Armstrong, gespeeld voor Stephanie Wilson
- Dag 14:"The Star-Spangled Banner", gespeeld voor Alan Poindexter
- Dag 15:"On the road again" van Willie Nelson, gespeeld voor de hele bemanning

## Media

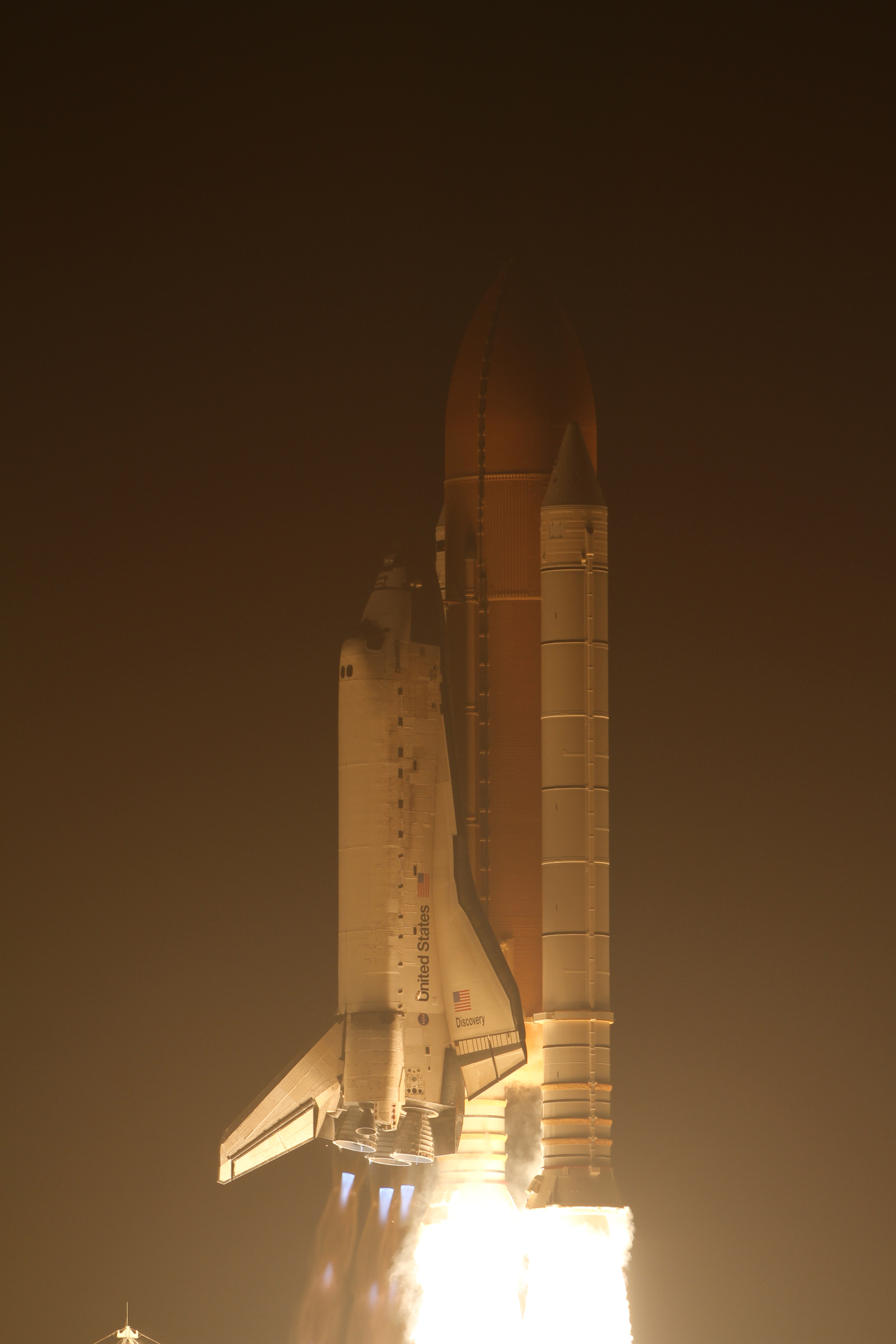
Discovery vertrekt vanaf Kennedy Space Center.
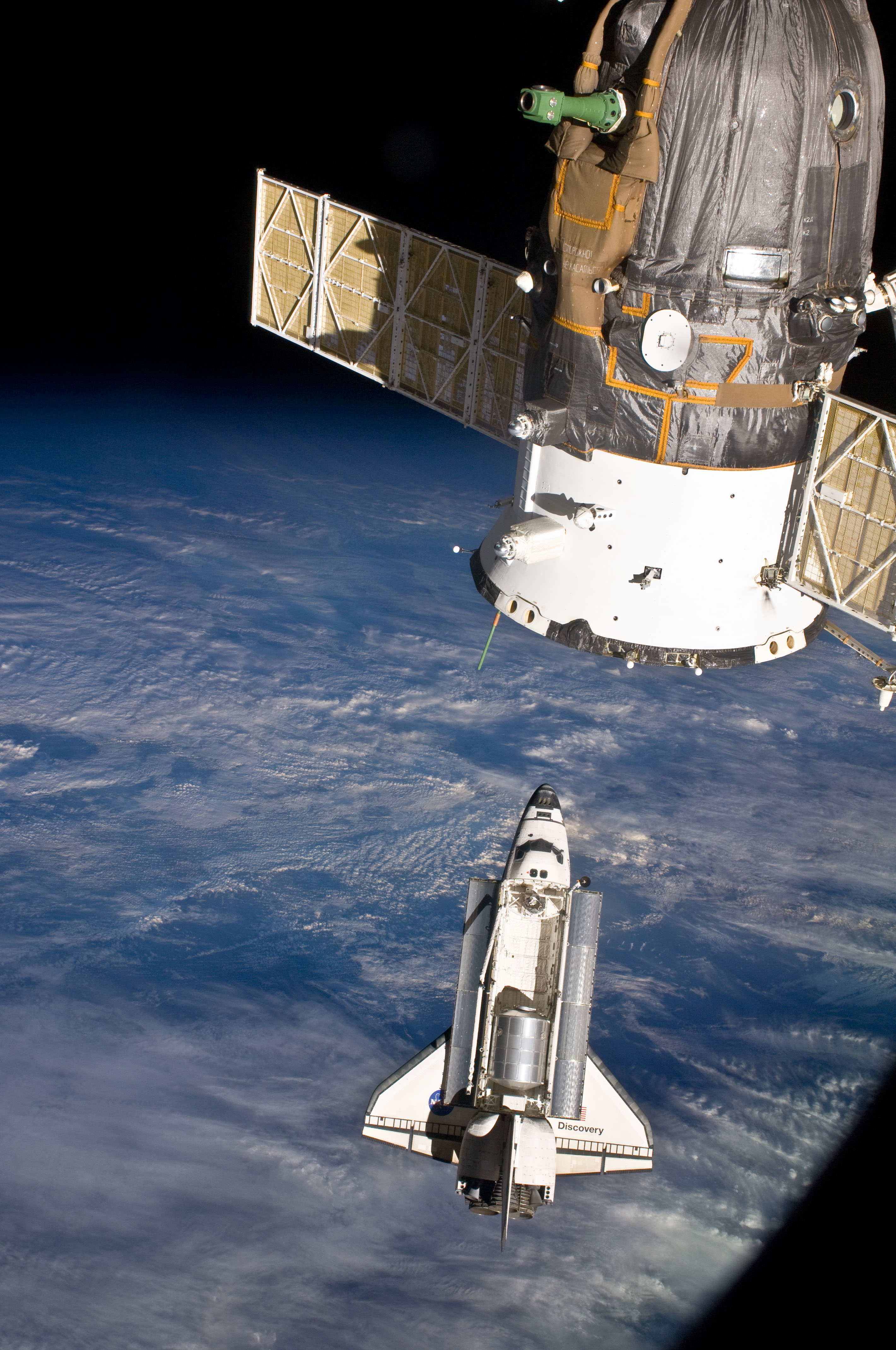
Discovery nadert het ISS.
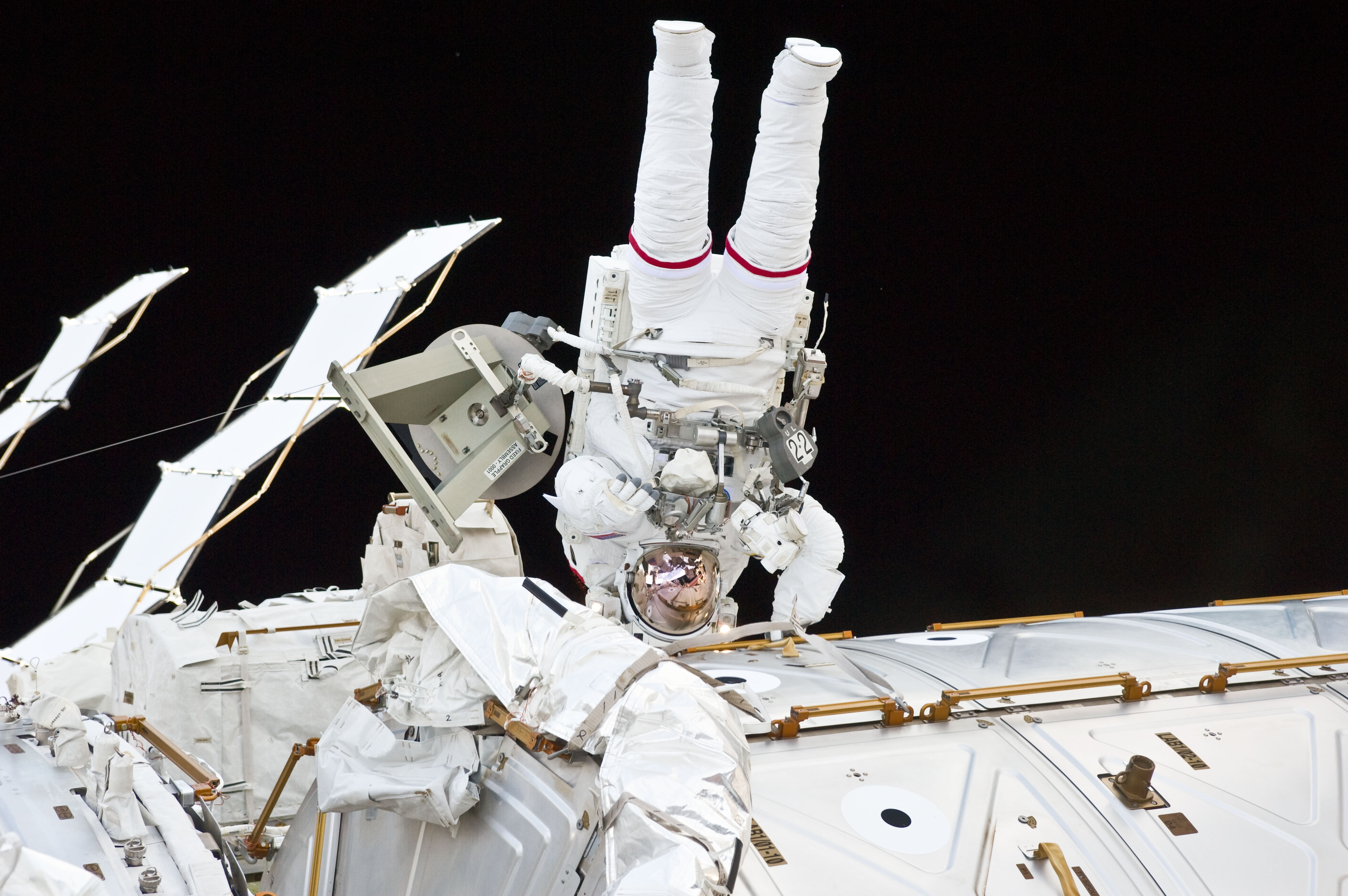
Mastracchio tijdens EVA 1.
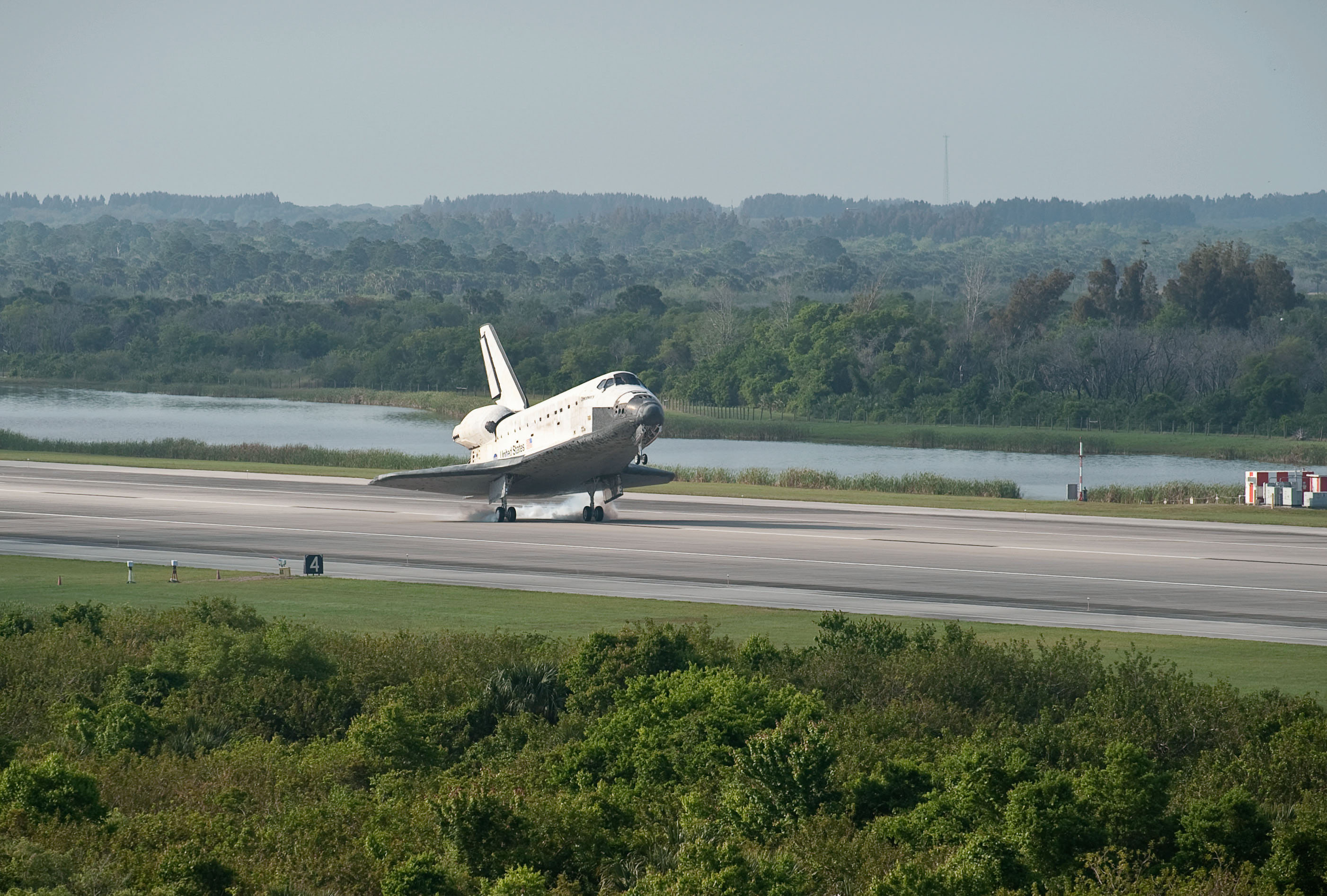
Discovery landt op Kennedy Space Center.